# مسلمو واغر
مسلمو واغر هو مجتمع مسلم من مسلمو راجبوت يتواجدون في ولاية كجرات الهندية. وهم مسلمين متحولون من طبقة واغر الهندوسية.

## التاريخ والأصل
يتواجد مسلمو واغر بشكل أساسي في أوكا تالوكا من منطقة جامناجار. هم قد تحولوا إلى الإسلام على يد الصوفية. ينتشر المجتمع في قرى بيدي، جوديا، سكا، سالايا، وادينار، سيال وساكانا. يتحدثون لغة كوتشي فيما بينهم، والغوجاراتية مع الغرباء. هم من المسلمين السنة، لكنهم يدمجونها مع عددًا من المعتقدات الشعبية.